# Marilyn Black
Pour les articles homonymes, voir Black.
Marilyn Mary Black puis mariée Vassella, née le 20 mai 1944 en Nouvelle-Galles du Sud, est une athlète australienne.
Black remportait à 17 ans le 100 yard des championnats de Nouvelle-Galles du Sud. En 1963, elle remportait le titre national du relais 4 × 100 m avec l'équipe de Nouvelle-Galles du Sud. Aux Jeux olympiques d'été de 1964 à Tokyo, elle remportait le bronze sur 200 m.
Considérée comme le maillon faible du relais australien, Black s'était améliorée durant 1964, atteignant la finale des jeux sur 200 m et obtenant une médaille et sur 100 m. Elle se retira de la compétition peu après les jeux et épousa le coureur de 400 m australien Peter Vassella.

## Palmarès

### Jeux olympiques d'été
- Jeux olympiques d'été de 1964 à Tokyo ( Japon)
  - 6e sur 100 m
  -  Médaille de bronze sur 200 m
  - 6e en relais 4 × 100 m

## Sources
- (en) Cet article est partiellement ou en totalité issu de l’article de Wikipédia en anglais intitulé « Marilyn Black » (voir la liste des auteurs).